# Faeto
Faeto (Faíte en faetar, Fayete en francoprovençal) est une commune italienne de la province de Foggia dans la région des Pouilles. 

## Géographie

### Situation
Située à 47 km au sud-ouest de Foggia, dans les montagnes de Dauna à 820 mètres d’altitude, Faeto est l’endroit habité le plus élevé des Pouilles.

### Communes limitrophes
| Roseto Valfortore       | Biccari |                   |
|                         | Faeto   | Celle di San Vito |
| Castelfranco in Miscano | Greci   | Orsara di Puglia  |

## Toponymie
Le nom provient du latin fagetum, désignant une hêtraie.

## Politique et administration

### Administration municipale
La commune est administrée par un conseil municipal de sept membres, dont le maire, élus pour cinq ans.

### Les maires
| Période | Période  | Identité        | Étiquette | Qualité                 |
| ------- | -------- | --------------- | --------- | ----------------------- |
| 2000    | 2010     | Antonio Marella |           |                         |
| 2010    | 2011     | Giuseppe Cocco  |           |                         |
| 2011    | 2012     | Nicolina Miscia |           | Commissaire préfectoral |
| 2012    | en cours | Antonio Melillo |           |                         |

## Population et société

### Démographie
Comme beaucoup d’autres petites communes, Faeto doit faire face à un fort dépeuplement. En 1911, cette localité comptait encore un peu moins de 5 000 habitants et aujourd’hui, elle n’en compte plus que 640. Étant donné le peu de perspectives qui s’offrent à eux, les jeunes ont tendance, et ce depuis maintenant des décennies, à quitter la commune.[réf. nécessaire]

### Langue
Faeto forme, avec la commune voisine de Celle di San Vito, une enclave de langue francoprovençale où est parlé le faetar ou faetano, héritage d'un mouvement de population remontant au XIVe siècle. La minorité linguistique est protégée par la loi nationale 482 du 15 décembre 1999.
Exemple de la langue : « La minoritât arpetana dens les Poulyes, ou ben la minorance arpetana en les Poulyes, sont un groupo d'Arpetans que vivont dens la Poulye, dens les comenes étalièna de Fayéte et Cèles de Sant Vuite. »[réf. nécessaire]